# Hamed Al-Ghamdi
Hamed Al-Ghamdi (in arabo حامد الغامدي‎?; 2 aprile 1999) è un calciatore saudita, centrocampista dell'Al-Ittihad in prestito dall'Al-Ettifaq.

## Caratteristiche tecniche
È un trequartista.

## Carriera

### Club
Ha esordito nella prima divisione saudita nel 2017 con l'Al-Ettifaq.

### Nazionale
Con la nazionale Under-20 saudita ha preso parte al campionato mondiale di calcio Under-20 2019.

## Statistiche

### Presenze e reti nei club
Statistiche aggiornate al 29 luglio 2023.
| Stagione          | Squadra           | Campionato        | Campionato | Campionato | Coppe nazionali | Coppe nazionali | Coppe nazionali | Coppe continentali | Coppe continentali | Coppe continentali | Altre coppe | Altre coppe | Altre coppe | Totale | Totale | Totale |
| Stagione          | Squadra           | Comp              | Pres       | Reti       | Comp            | Pres            | Reti            | Comp               | Pres               | Reti               | Comp        | Pres        | Reti        | Pres   | Reti   |        |
| ----------------- | ----------------- | ----------------- | ---------- | ---------- | --------------- | --------------- | --------------- | ------------------ | ------------------ | ------------------ | ----------- | ----------- | ----------- | ------ | ------ | ------ |
| 2017-2018         | Al-Ettifaq        | SPL               | 1          | 1          | KC              | 0               | 0               | -                  | -                  | -                  |             | -           | -           | 1      | 1      |        |
| 2018-2019         | Al-Ettifaq        | SPL               | 2          | 0          | KC              | 0               | 0               | -                  | -                  | -                  |             | -           | -           | 2      | 0      |        |
| 2019-2020         | Al-Ettifaq        | SPL               | 17         | 1          | KC              | 2               | 0               | -                  | -                  | -                  |             | -           | -           | 19     | 1      |        |
| 2020-2021         | Al-Ettifaq        | SPL               | 19         | 2          | KC              | 1               | 0               | -                  | -                  | -                  |             | -           | -           | 20     | 2      |        |
| 2021-2022         | Al-Ettifaq        | SPL               | 22         | 0          | KC              | 1               | 0               | -                  | -                  | -                  |             | -           | -           | 23     | 0      |        |
| 2022-2023         | Al-Ettifaq        | SPL               | 19         | 2          | KC              | 1               | 0               | -                  | -                  | -                  |             | -           | -           | 20     | 2      |        |
| 2023-2024         | Al-Ettifaq        | SPL               | 13         | 1          | KC              | 2               | 0               | -                  | -                  | -                  | SS          | 2           | 0           | 17     | 1      |        |
| Totale Al-Ettifaq | Totale Al-Ettifaq | Totale Al-Ettifaq | 93         | 7          |                 | 7               | 0               |                    | -                  | -                  |             | 2           | 0           | 102    | 7      |        |
| 2024-2025         | Al-Ittihad        | SPL               | 9          | 1          | KC              | 2               | 0               | -                  | -                  | -                  |             | -           | -           | 11     | 1      |        |
| Totale carriera   | Totale carriera   | Totale carriera   | 102        | 8          |                 | 9               | 0               |                    | -                  | -                  |             | 2           | 0           | 113    | 8      |        |

## Palmarès
- Campionato saudita: 1

Al-Ittihad: 2024-2025
- Coppa del Re dei Campioni: 1

Al-Ittihad: 2024-2025